# 北新地駅
北新地駅（きたしんちえき）は、大阪府大阪市北区梅田1丁目にある、西日本旅客鉄道（JR西日本）JR東西線の駅である。駅番号はJR-H44。駅シンボルは、江戸時代に米市場が置かれていた堂島に近接していることに因み、「稲穂」である。駅カラーは茶色である。

## 概要
曽根崎通（国道2号）の地下に位置し、梅田1丁目のオフィス街「ダイヤモンド地区」が北側に、駅南側には大阪キタを代表する歓楽街「北新地」が広がる。梅田地区の駅の中では最南端に位置している。
阪神電鉄の大阪梅田駅やOsaka Metro 四つ橋線の西梅田駅に近いものの、Osaka Metro 御堂筋線の梅田駅と谷町線の東梅田駅、阪急電鉄の大阪梅田駅との乗り換えには時間を要する（車内放送および321系の車内モニターでの乗り換え案内は阪神電車と地下鉄御堂筋線・四つ橋線が案内される）。大阪駅と地下道で連絡しており、条件を満たした乗車券であれば同一駅として扱われ、乗り換えができる。また、JR西日本で最も低い位置にある駅（海面下23.95メートル）である。

### 当駅からの接続路線
地下道などを通じて下記の路線に乗り換えが可能である。
- 西日本旅客鉄道（JR西日本）
  - 大阪駅（駅番号はJR京都線・JR神戸線がJR-A47、JR宝塚線がJR-G47、大阪環状線がJR-O11、おおさか東線がJR-F01。）- 東海道本線（ JR京都線・JR神戸線）・福知山線（ JR宝塚線）・ 大阪環状線・ おおさか東線・東海道本線貨物支線（梅田貨物線）
- 大阪市高速電気軌道 (Osaka Metro)
  - 西梅田駅（駅番号はY11。乗り換えには3分程度） -  四つ橋線
  - 梅田駅（駅番号はM16。乗り換えには9分程度。御堂筋線大国町駅以南各駅へは西梅田駅から四つ橋線経由が至便である） -  御堂筋線
  - 東梅田駅（駅番号はT20。乗り換え所要は9分程度。谷町線は、東隣の大阪天満宮駅での乗り換えが至便である） -  谷町線
- 阪神電気鉄道
  - 大阪梅田駅（駅番号はHS 01） - 阪神本線
- 阪急電鉄
  - 大阪梅田駅（駅番号はHK-01。乗り換えには12分程度。京都本線・千里線各駅へは大阪天満宮駅から堺筋線経由、または鴫野駅からおおさか東線JR淡路駅経由が至便である） -  神戸本線・ 宝塚本線・ 京都本線
- 京阪電気鉄道
  - 渡辺橋駅 -（駅番号はKH53。正式な乗換駅ではなく、堂島地下センターから地上を経由しての乗り換えとなる（南へ約650m：徒歩10分程度）。ただし、JR東西線において遅延や運転見合わせが発生した場合、並行する京阪中之島線において振替輸送が行われる） - 中之島線

### 当駅発着の乗車券の扱い
JR在来線各線の乗り換え駅である大阪駅とは別の駅であり、大阪市内発着の乗車券では、本来は大阪市内各駅で途中下車すると普通乗車券は前途無効になるが、当駅では大阪駅との乗り継ぎのための途中入出場ができる。運賃は北新地駅から尼崎駅経由で塚口駅または立花駅以遠までの乗車券の場合、大阪駅発着の場合の営業キロで計算される。
大阪環状線の京橋駅 - 大阪駅間、またはJR神戸線の大阪駅 - 尼崎駅間を含む定期券・回数券では、大阪駅と同一駅扱いとして北新地駅でも乗り降りできる。例えば、大阪駅 - 尼崎駅間を含んだ定期券は当駅から乗車できるが、途中の新福島駅で下車した場合、北新地駅 - 新福島駅間の運賃が別途必要になる。また、大阪駅 - 尼崎駅間を含んだ定期券で尼崎方面から新福島駅まで乗車した場合、尼崎方面 - 新福島間の運賃が別途必要になる。

## 歴史
- 1996年（平成8年）5月16日：駅名を「北新地駅」に決定。仮駅名は「桜橋駅」であった[6]。
- 1997年（平成9年）3月8日：JR東西線の尼崎駅 - 京橋駅間の全線開通と同時に開業[2]。Jスルーが導入される[2]。
- 2003年（平成15年）11月1日：ICカード「ICOCA」の利用が可能となる[7]。
- 2011年（平成23年）
  - 3月8日：JR宝塚・JR東西・学研都市線運行管理システム導入。接近メロディ導入。
  - 3月27日：可動式ホーム柵の使用を開始。
- 2013年（平成25年）8月7日：自動改札機を新型のものに交換。
- 2018年（平成30年）3月17日：駅ナンバリングが導入される[8]。

### 駅名の由来
計画時の仮称は桜橋駅であった。桜橋は曽根崎川（埋立）に架かっていた橋で、撤去後は現在の四つ橋筋を走っていた大阪市電南北線（1966年廃止）の停留所名に継承され、現在も交差点名や大阪駅の四つ橋筋側の出口名（桜橋口）に使用されている。
JR東西線建設と同時期に駅改良工事を行なっていた地下鉄四つ橋線西梅田駅構内には、桜橋駅と書かれたのりかえ案内表示まで準備されていたが、桜橋交差点から梅田新道交差点（御堂筋）の手前にかけて、ちょうど北新地の北縁に沿うようにホームが位置しており、また、地元北新地の商店主などからの要望もあって北新地駅に決定した。
駅名発表直後、この決定に反発した桜橋地区の商店主が大阪地下鉄で多用されている複合駅名の例を取って桜橋北新地駅への改称運動を行っていたこともあった。

## 駅構造
島式ホーム1面2線（8両編成対応）を持つ地下駅になっている。改札口は2か所。トイレは西・東改札内。出入口は地下街や大阪駅前ビル地階、Osaka Metroの西梅田駅などと通じる地下道に面している。また、桜橋交差点などに通じる出入口もある。
2011年3月27日にJR西日本の在来線の駅で初めて可動式ホーム柵が設置された。これは4扉車専用で7両分しか設置していないため、設置後は8両編成または3扉車を使用した列車の客扱い停車は不可能となり、2011年3月12日のダイヤ改正でおおさか東線経由の直通快速は223系6000番台4両+4両の8両編成3扉車から321系または207系の運用に変更された。端部の1両分（京橋寄りの8号車部分）は柵が設けられ、立ち入りができないようになっている。扉の開閉方法は、電車到着時はホーム柵の扉を開けてから車両の扉を開けるが、電車発車時は、他の事業者で行われている方法とは異なり、ホーム柵の扉を閉めてから車両の扉を閉める、という方法になっている。
京橋統括駅が管理する直営駅である。また地区駅長が配置されているICOCA利用可能駅（相互利用可能ICカードはICOCAの項を参照）。

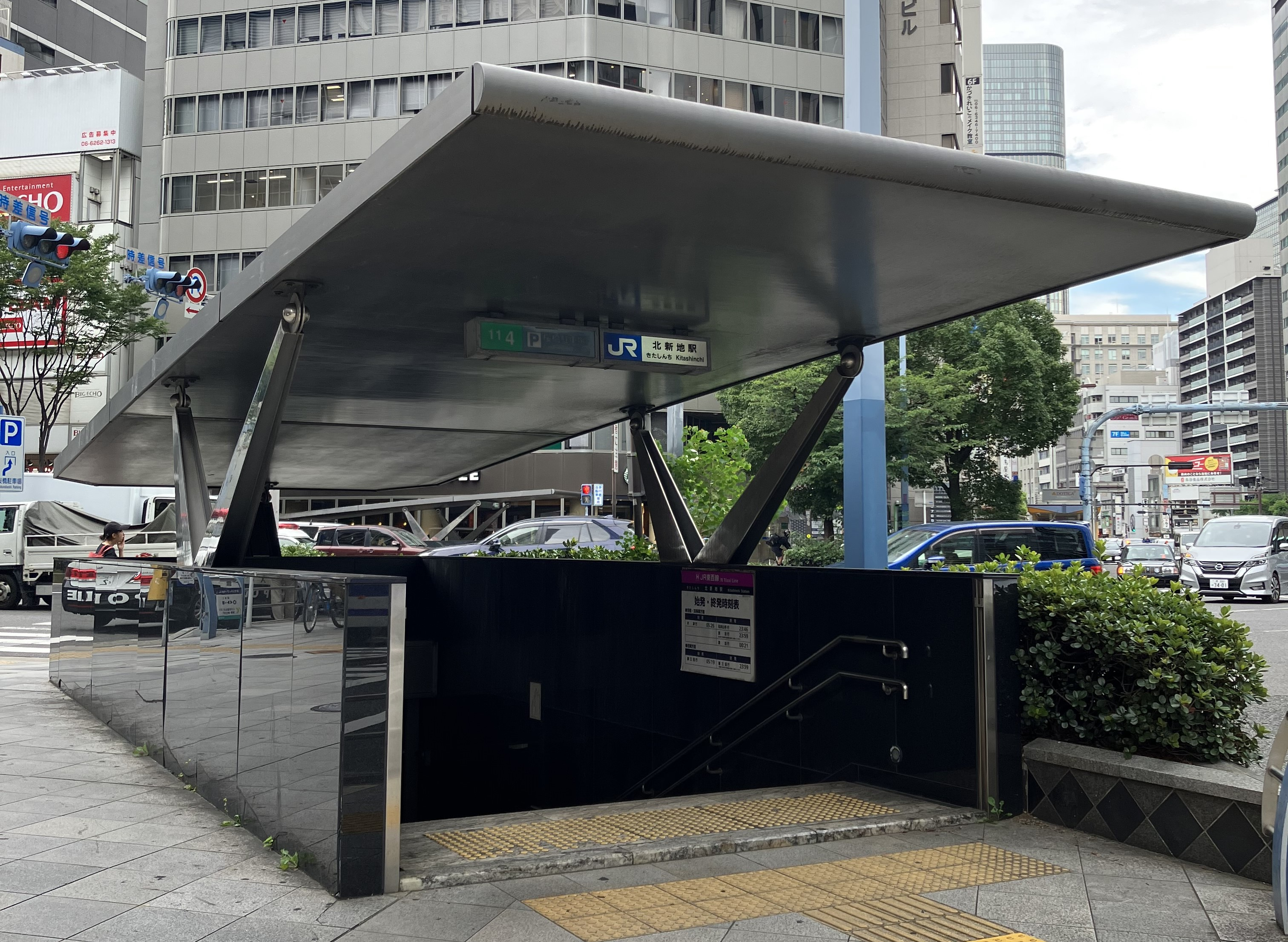
地上出入口11-4
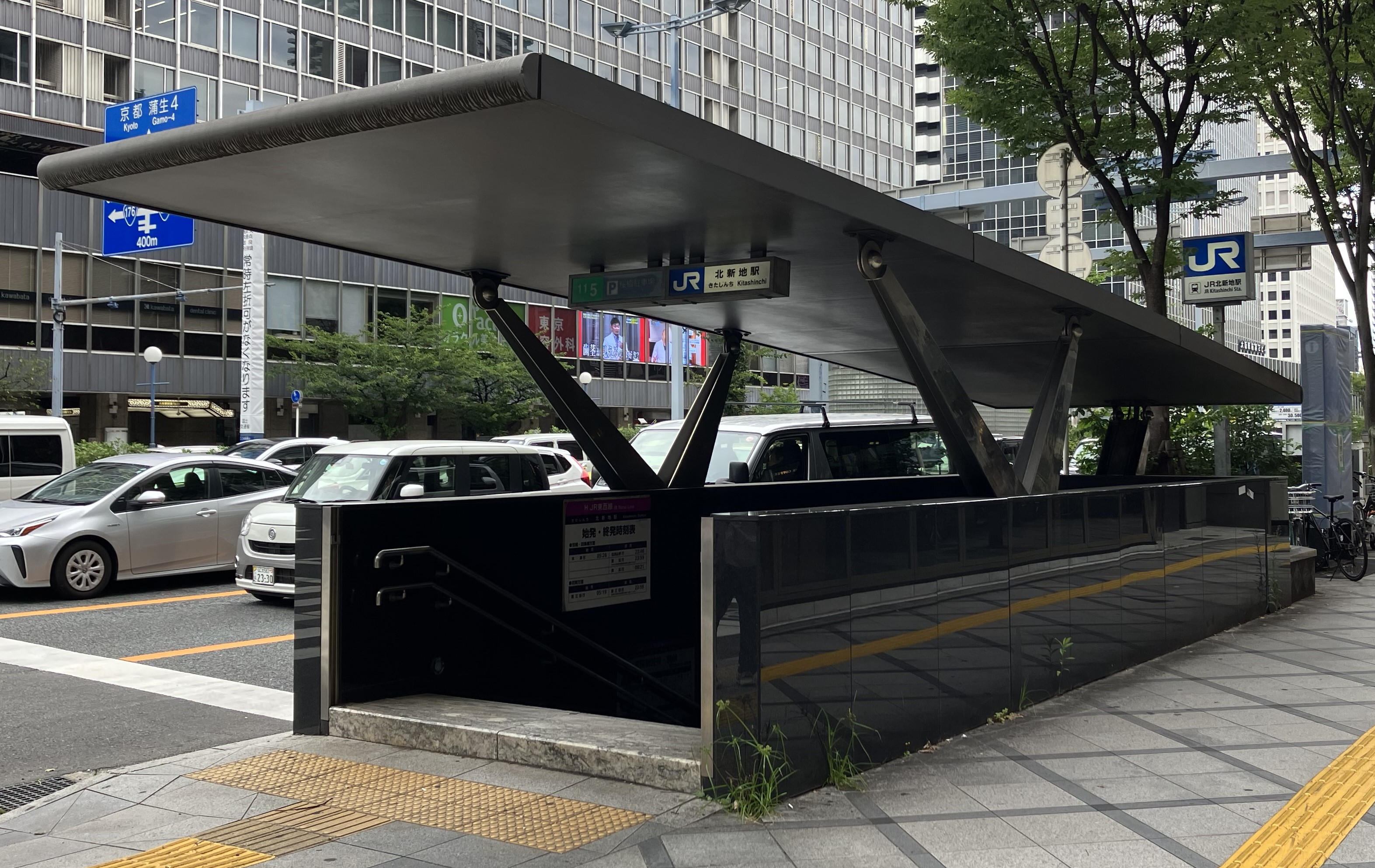
地上出入口11-5
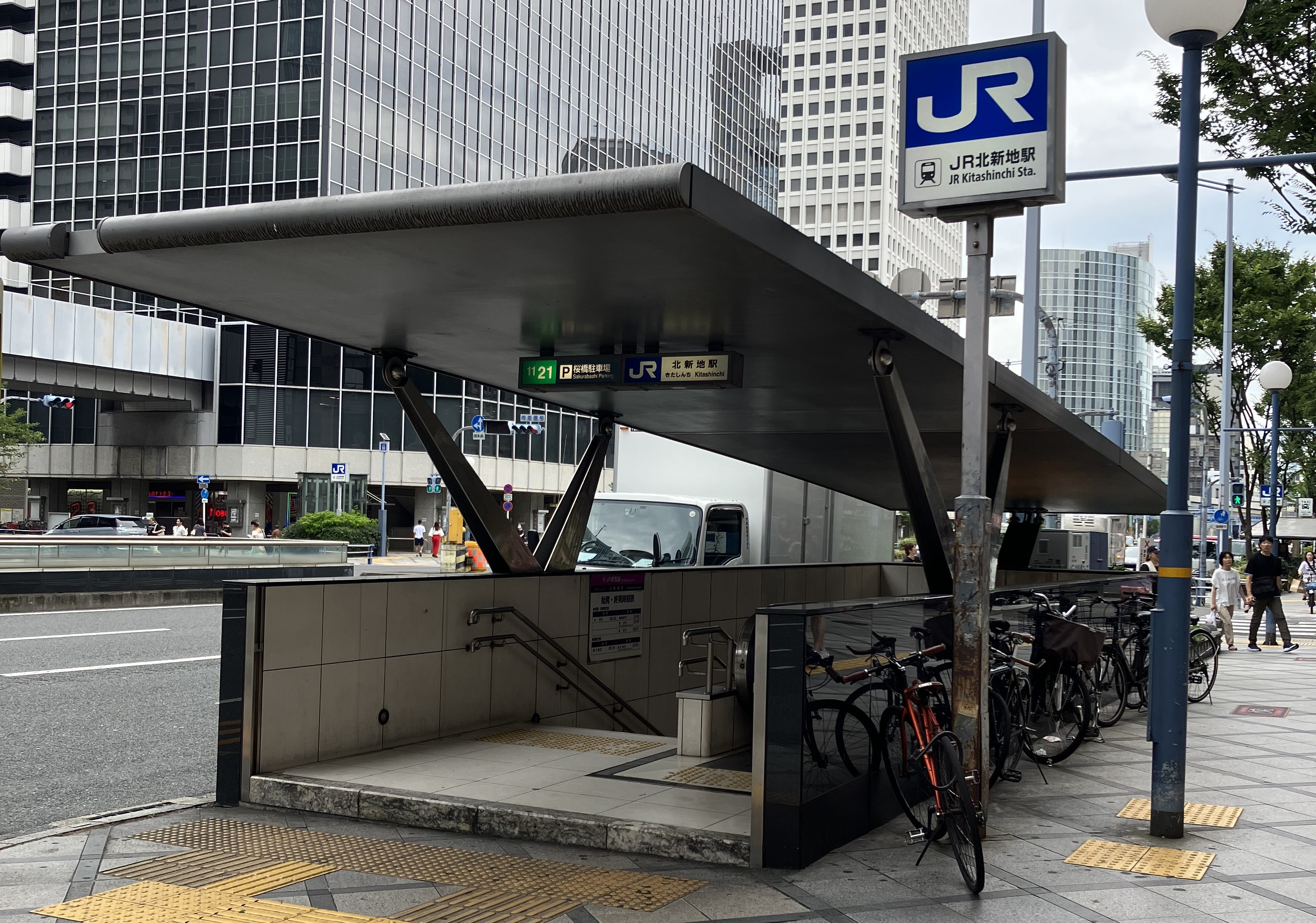
地上出入口11-21
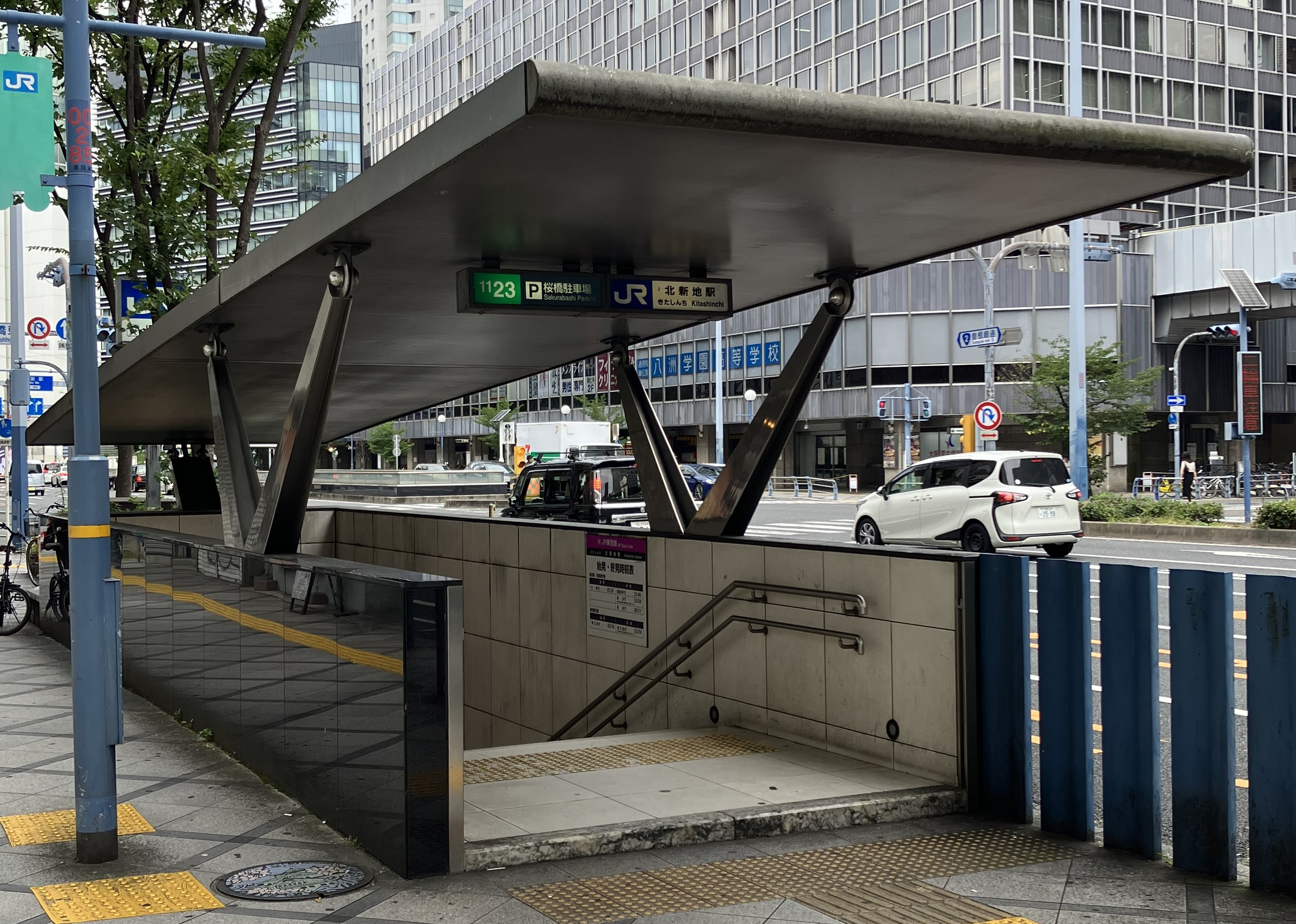
地上出入口11-23
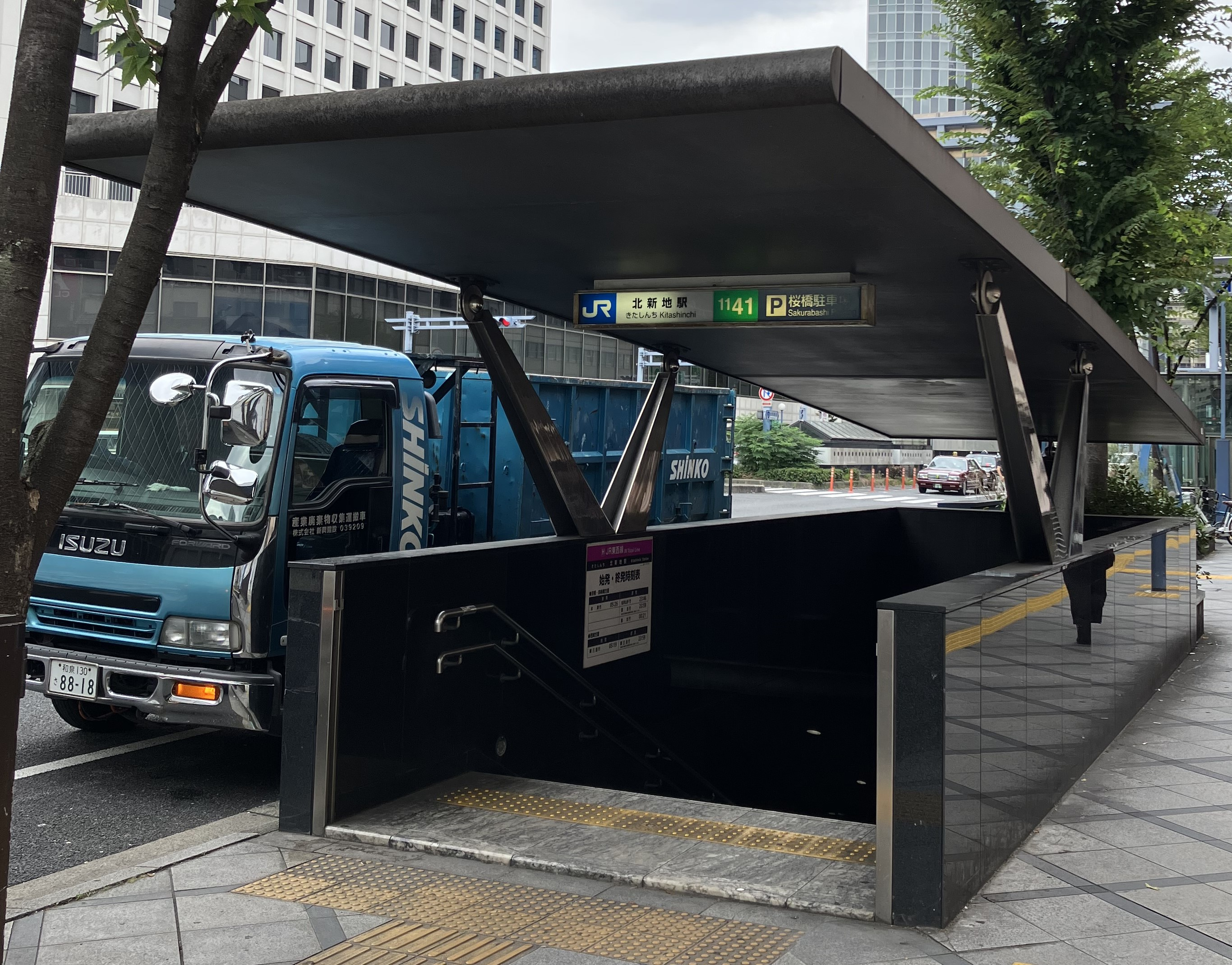
地上出入口11-41

### のりば
| のりば | 路線     | 方向 | 行先                       |
| ------ | -------- | ---- | -------------------------- |
| 1      | JR東西線 | 下り | 尼崎・宝塚・三ノ宮方面     |
| 2      | JR東西線 | 上り | 京橋・四条畷・松井山手方面 |

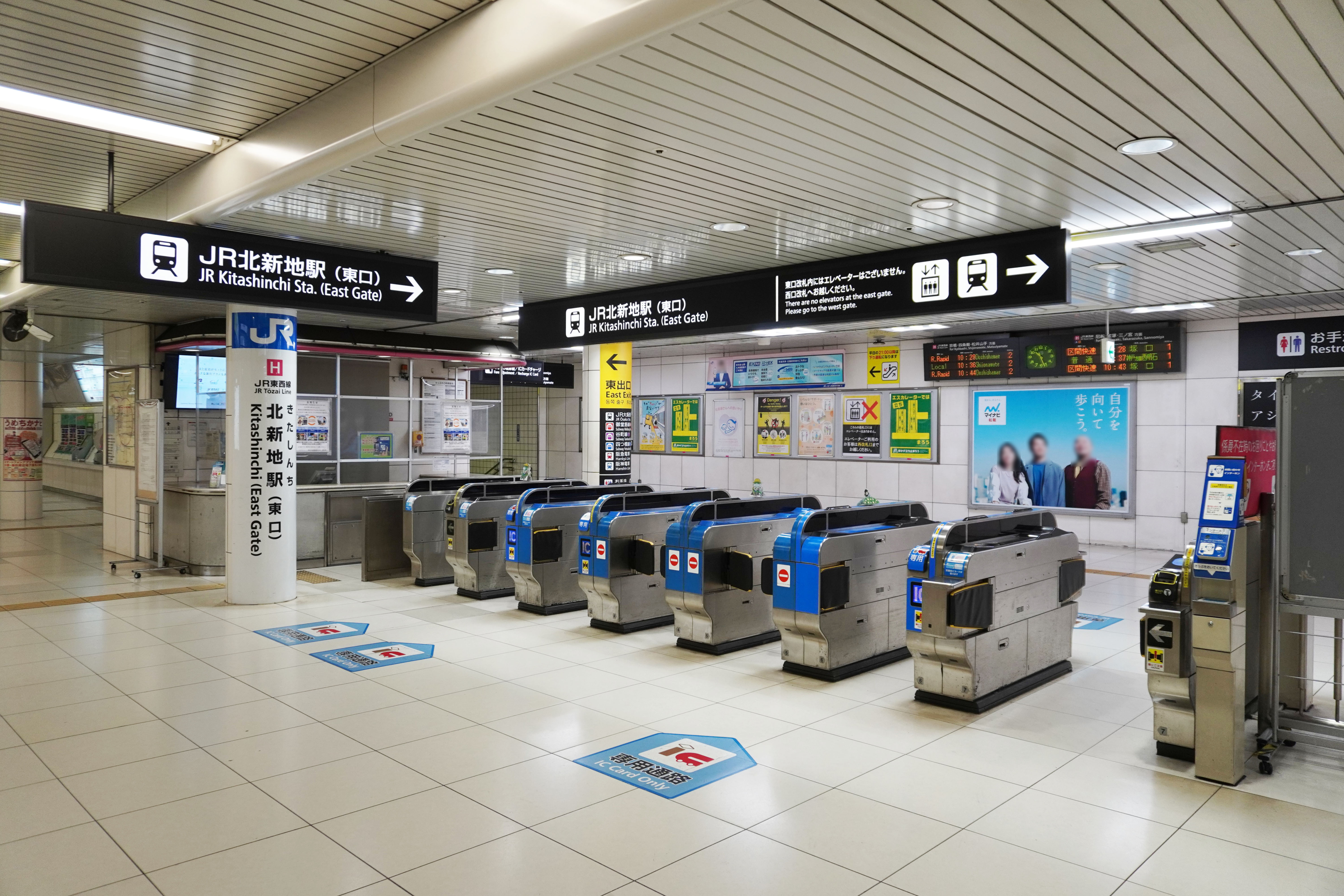
東改札口（2023年2月）
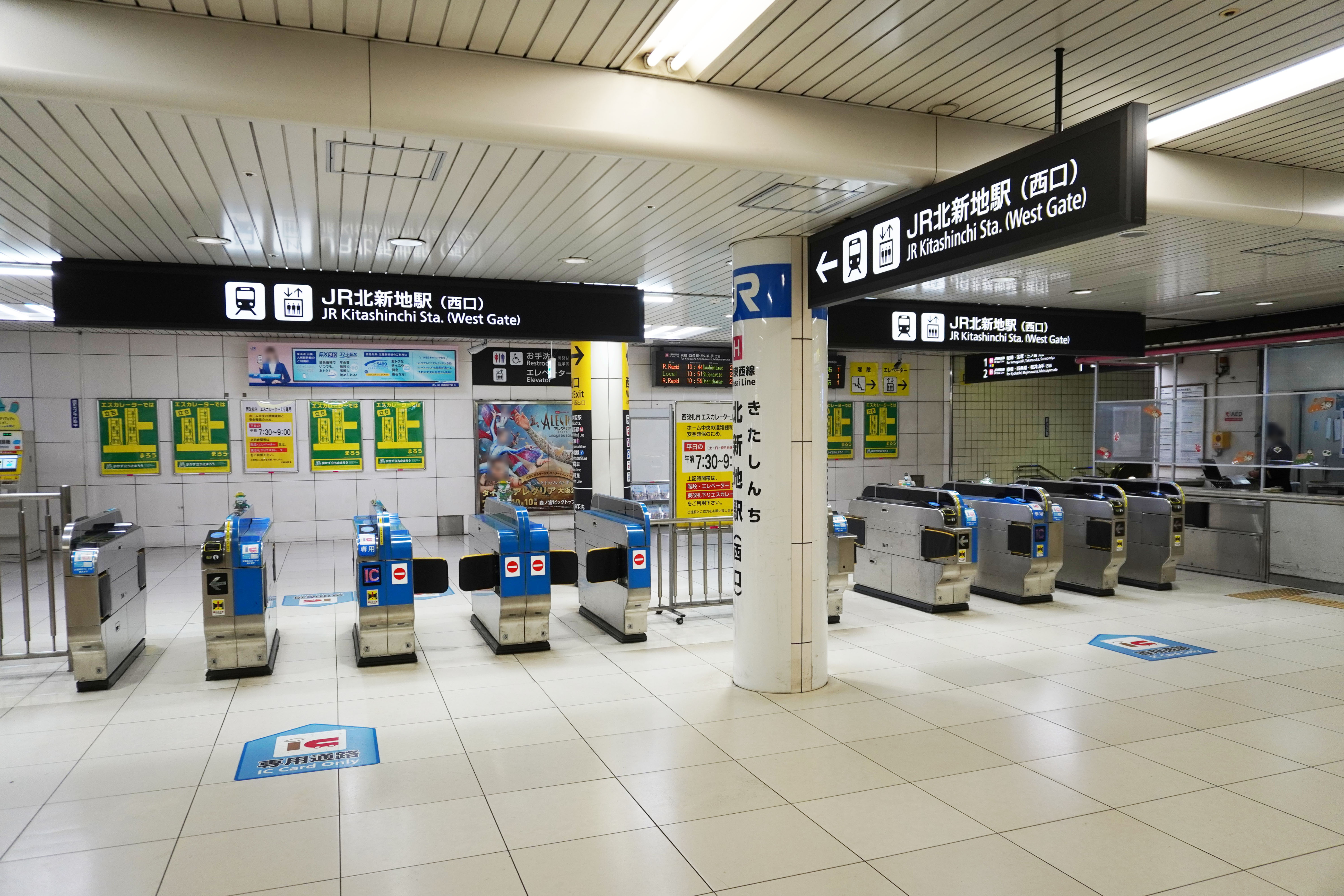
西改札口（2023年2月）
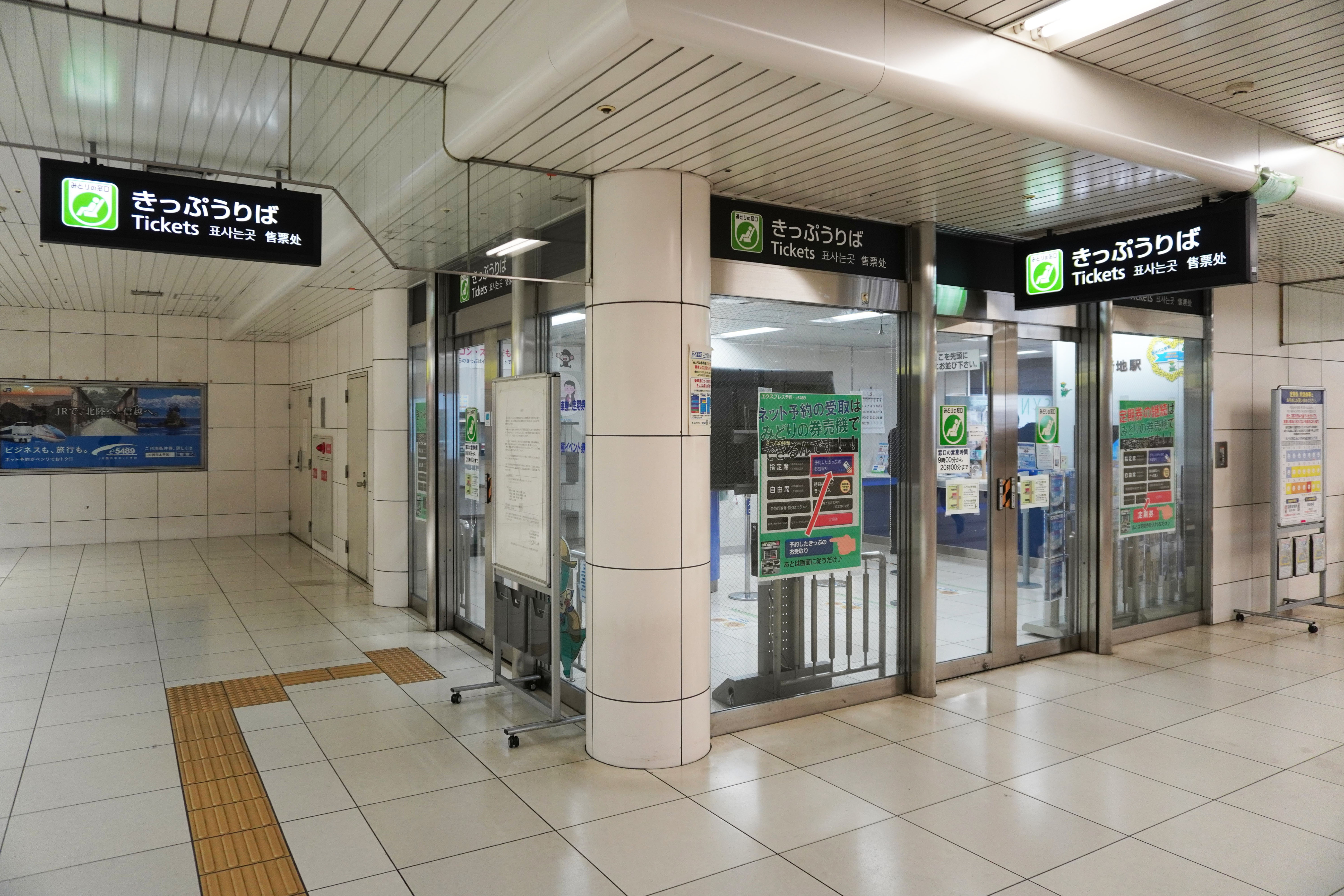
みどりの窓口（2023年2月）
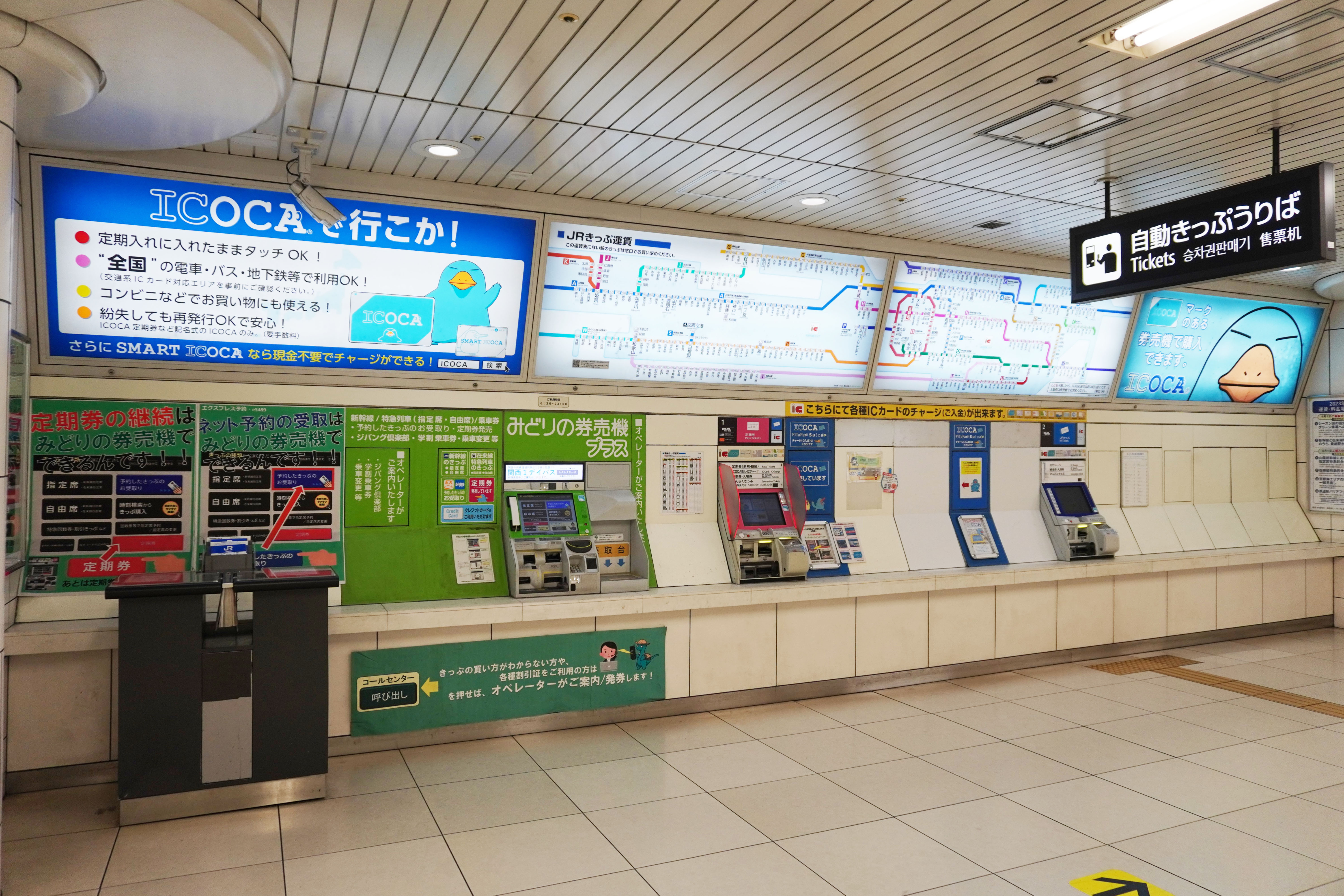
自動券売機（2023年2月）
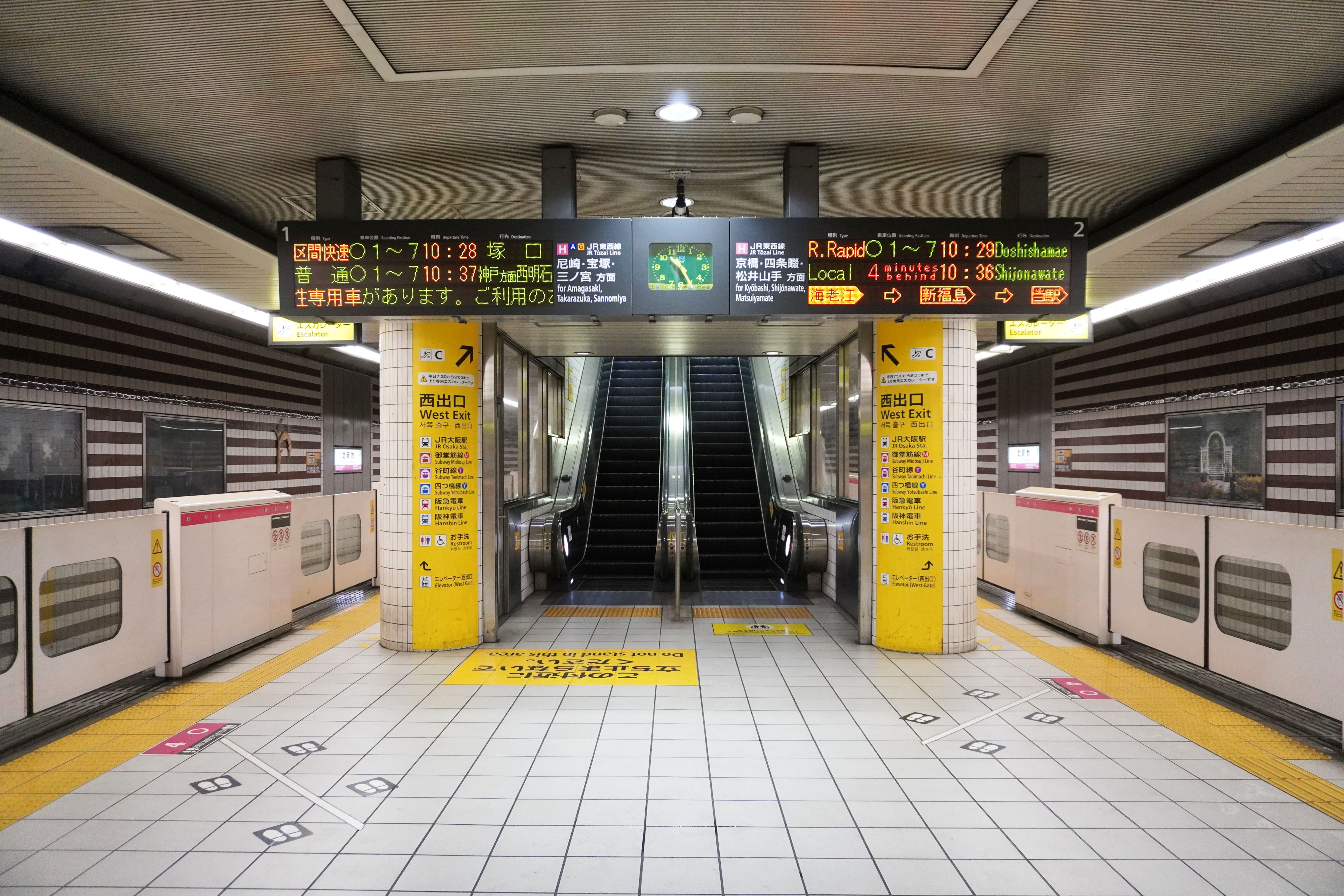
ホーム（2023年2月）

## 利用状況
2023年（令和5年）度の1日の平均乗車人員は41,738人で、JR西日本の駅の中では茨木駅に次いで第17位である。また、JR西日本発足後に開業した新駅では最も利用客数が多い。
開業後各年度の1日平均乗車人員は下表の通り。
| 年度               | 1日平均 乗車人員 | 増減率 | 順位 | 定期利用状況 | 定期利用状況 | 出典      | 出典          |
| 年度               | 1日平均 乗車人員 | 増減率 | 順位 | 1日平均      | 定期率       | JR        | 大阪府        |
| ------------------ | ---------------- | ------ | ---- | ------------ | ------------ | --------- | ------------- |
| 1997年（平成09年） | 33,510           |        |      | 20,454       | 61.0%        |           | [ 大阪府 1 ]  |
| 1998年（平成10年） | 39,292           | 17.3%  |      | 25,107       | 63.9%        |           | [ 大阪府 2 ]  |
| 1999年（平成11年） | 41,777           | 6.3%   |      | 26,907       | 64.4%        |           | [ 大阪府 3 ]  |
| 2000年（平成12年） | 43,231           | 3.5%   |      | 28,172       | 65.2%        |           | [ 大阪府 4 ]  |
| 2001年（平成13年） | 44,351           | 2.6%   |      | 28,867       | 65.1%        |           | [ 大阪府 5 ]  |
| 2002年（平成14年） | 44,884           | 1.2%   |      | 29,410       | 65.5%        |           | [ 大阪府 6 ]  |
| 2003年（平成15年） | 46,124           | 2.8%   |      | 30,336       | 65.8%        |           | [ 大阪府 7 ]  |
| 2004年（平成16年） | 47,072           | 2.1%   |      | 31,575       | 67.1%        |           | [ 大阪府 8 ]  |
| 2005年（平成17年） | 47,750           | 1.4%   |      | 32,410       | 67.9%        |           | [ 大阪府 9 ]  |
| 2006年（平成18年） | 48,972           | 2.6%   |      | 33,216       | 67.8%        |           | [ 大阪府 10 ] |
| 2007年（平成19年） | 49,407           | 0.9%   |      | 33,638       | 68.1%        |           | [ 大阪府 11 ] |
| 2008年（平成20年） | 50,482           | 2.2%   |      | 34,255       | 67.9%        |           | [ 大阪府 12 ] |
| 2009年（平成21年） | 49,210           | -2.5%  |      | 33,666       | 68.4%        |           | [ 大阪府 13 ] |
| 2010年（平成22年） | 47,842           | -2.8%  |      | 33,444       | 69.9%        |           | [ 大阪府 14 ] |
| 2011年（平成23年） | 47,713           | -0.3%  |      | 33,485       | 70.2%        |           | [ 大阪府 15 ] |
| 2012年（平成24年） | 48,016           | 0.6%   |      | 33,490       | 69.7%        |           | [ 大阪府 16 ] |
| 2013年（平成25年） | 49,047           | 2.1%   | 16位 | 34,135       | 69.6%        | [ JR 1 ]  | [ 大阪府 17 ] |
| 2014年（平成26年） | 48,049           | -2.0%  | 15位 | 33,461       | 69.6%        | [ JR 2 ]  | [ 大阪府 18 ] |
| 2015年（平成27年） | 49,248           | 2.5%   | 15位 | 34,216       | 69.5%        | [ JR 3 ]  | [ 大阪府 19 ] |
| 2016年（平成28年） | 49,702           | 0.9%   | 15位 | 34,492       | 69.4%        | [ JR 4 ]  | [ 大阪府 20 ] |
| 2017年（平成29年） | 50,788           | 2.2%   | 15位 | 35,102       | 69.1%        | [ JR 5 ]  | [ 大阪府 21 ] |
| 2018年（平成30年） | 51,122           | 0.7%   | 15位 | 35,341       | 69.1%        | [ JR 6 ]  | [ 大阪府 22 ] |
| 2019年（令和元年） | 50,397           | -1.4%  | 15位 | 35,240       | 69.9%        | [ JR 7 ]  | [ 大阪府 23 ] |
| 2020年（令和02年） | 38,686           | -23.2% | 14位 | 28,820       | 74.5%        | [ JR 8 ]  | [ 大阪府 24 ] |
| 2021年（令和03年） | 37,377           | -3.4%  | 17位 | 27,060       | 72.4%        | [ JR 9 ]  | [ 大阪府 25 ] |
| 2022年（令和04年） | 40,554           | 8.5%   | 17位 | 27,840       | 68.6%        | [ JR 10 ] | [ 大阪府 26 ] |
| 2023年（令和05年） | 41,738           | 2.9%   | 17位 | 28,027       | 67.1%        | [ JR 11 ] | [ 大阪府 27 ] |

## 駅周辺
- 阪神百貨店
- 大阪駅前第1・第2・第3ビル
- ドージマ地下センター（ドーチカ）
- ディアモール大阪
- 近鉄堂島ビル
- 堂島アバンザ
  - ジュンク堂書店大阪本店
  - アウトバック・ステーキハウス梅田店
- 御堂筋フロントタワー
- 梅田新道
- 国道1号（国道163号重複）
- 国道2号
- 国道25号（国道26号・国道165号重複）
- 国道176号
- 国道423号

## バス路線
桜橋（駅西側・西行）
- 大阪シティバス
  - 55号系統：鶴町四丁目
  - 56号系統：酉島車庫前
  - 75号系統：なんば

梅田新道（駅東側・南行）
- 大阪シティバス
  - 8号系統：なんば
  - 53号系統：船津橋
  - 62号系統：住吉車庫前
  - 88号系統：天保山

JR北新地駅
- UMEGLE-BUS（うめぐるバス）
  - 阪神大阪梅田駅・JR大阪駅・阪急大阪梅田駅・茶屋町・グランフロント大阪方面循環

## 隣の駅
西日本旅客鉄道（JR西日本）
 JR東西線
■快速・■区間快速・■普通（すべてJR東西線内各駅停車）
大阪天満宮駅 (JR-H43) - 北新地駅 (JR-H44) - 新福島駅 (JR-H45)

### 記事本文